# Operazione Halberd
Operazione Halberd ("Alabarda") fu il nome in codice di una missione di rifornimento dell'isola di Malta intrapresa tra il 24 e il 30 settembre 1941 dalla Royal Navy britannica, nel corso dei più ampi eventi della battaglia del Mediterraneo della seconda guerra mondiale.
Un grosso convoglio partito dalla stessa Gran Bretagna fu scortato attraverso il Mediterraneo occidentale e il canale di Sicilia dalla Force H di Gibilterra sotto il comando dell'ammiraglio James Somerville. Il convoglio fu ripetutamente attaccato da aerosiluranti della Regia Aeronautica a sud della Sardegna, mentre le unità di Somerville subirono diversi assalti da parte dei sommergibili della Regia Marina durante il rientro a Gibilterra; l'intercettamento da parte della flotta da battaglia italiana dell'ammiraglio Angelo Iachino, invece, non andò a segno a causa di carenze della ricognizione e della pessima visibilità. Le forze britanniche dovettero registrare l'affondamento di un mercantile e il danneggiamento della nave da battaglia HMS Nelson, ma riuscirono a far arrivare il convoglio e i suoi preziosi rifornimenti a Malta.

## Antefatti
Al momento dell'entrata in guerra dell'Italia il 10 giugno 1940, le forze britanniche evacuarono rapidamente l'isola di Malta: benché posta in posizione strategica al centro del bacino del Mar Mediterraneo, l'isola si trovava molto vicina alle coste italiane e il comando britannico riteneva imminente una sua occupazione da parte del nemico; tuttavia, l'alto comando italiano decise di non procedere alla conquista di Malta, lanciando contro l'isola solo una serie di incursioni aeree che si rivelarono inefficaci nel neutralizzare le basi britanniche. Vista la situazione, i britannici decisero quindi di attrezzarla come base avanzata per le forze aeree e i sommergibili impegnati nella caccia ai convogli navali italiani diretti a rifornire le guarnigioni in Libia e il nuovo fronte aperto al confine con l'Egitto; questo, di converso, obbligò la Royal Navy ad allestire a sua volta un sistema di convogli navali per recapitare a Malta i rifornimenti, gli aerei e tutto l'occorrente per sostenerne l'attività bellica.
Nei mesi seguenti si succedettero varie operazioni di rifornimento da parte dei convogli britannici, sempre fortemente scortati dalle unità navali della Mediterranean Fleet di base ad Alessandria d'Egitto o della Force H di Gibilterra. Benché in alcuni casi la flotta da battaglia italiana fosse uscita in mare per contrastare le operazioni britanniche, le perdite patite nel corso della notte di Taranto (novembre 1940) e della battaglia di Capo Matapan (marzo 1941) spinsero la Regia Marina a tenere una condotta prudente e il contrasto ai convogli nemici fu demandato principalmente ai sommergibili e alle forze aeree; le operazioni della Regia Aeronautica erano però gravemente limitate dalla mancanza nei suoi ranghi della specialità degli aerosiluranti: si dovette correre rapidamente ai ripari a guerra ormai iniziata, allestendo alcuni reparti e dotandoli dei grossi e poco adatti bombardieri Savoia-Marchetti S.M.79.
Dopo il successo dell'operazione Excess nel gennaio 1941, i britannici non tentarono altri invii di grossi convogli attraverso il canale di Sicilia fino ai primi di maggio quando, nel corso dell'operazione Tiger, un convoglio carico di carri armati per il fronte nordafricano riuscì a completare tutta la traversata da Gibilterra ad Alessandria, sfuggendo ad attacchi aerei e di siluranti e perdendo un unico mercantile finito su una mina. Le pesanti perdite patite nel corso della battaglia di Creta fecero rimandare movimenti su vasta scala fino al periodo tra il 21 e il 24 luglio, quando con l'operazione Substance un convoglio raggiunse Malta da Gibilterra intercettato solo da un gruppo di velivoli italiani che affondarono un cacciatorpediniere; la squadra da battaglia italiana uscì in mare ma non riuscì ad agganciare i britannici. Dopo questi successi i britannici organizzarono una nuova azione (con nome in codice Halberd, "alabarda" in lingua inglese) per il settembre 1941, mettendo assieme uno dei più grossi convogli fino ad allora mai assemblato dagli Alleati nel Mediterraneo: nove mercantili, riuniti nel convoglio WS 11X e carichi di 81 000 tonnellate di materiale militare, lasciarono Liverpool il 16 settembre e raggiunsero Gibilterra la notte del 24, dove furono affiancati dalla Force H dell'ammiraglio James Somerville per il tragitto verso Malta.

## L'operazione

### Le forze in campo

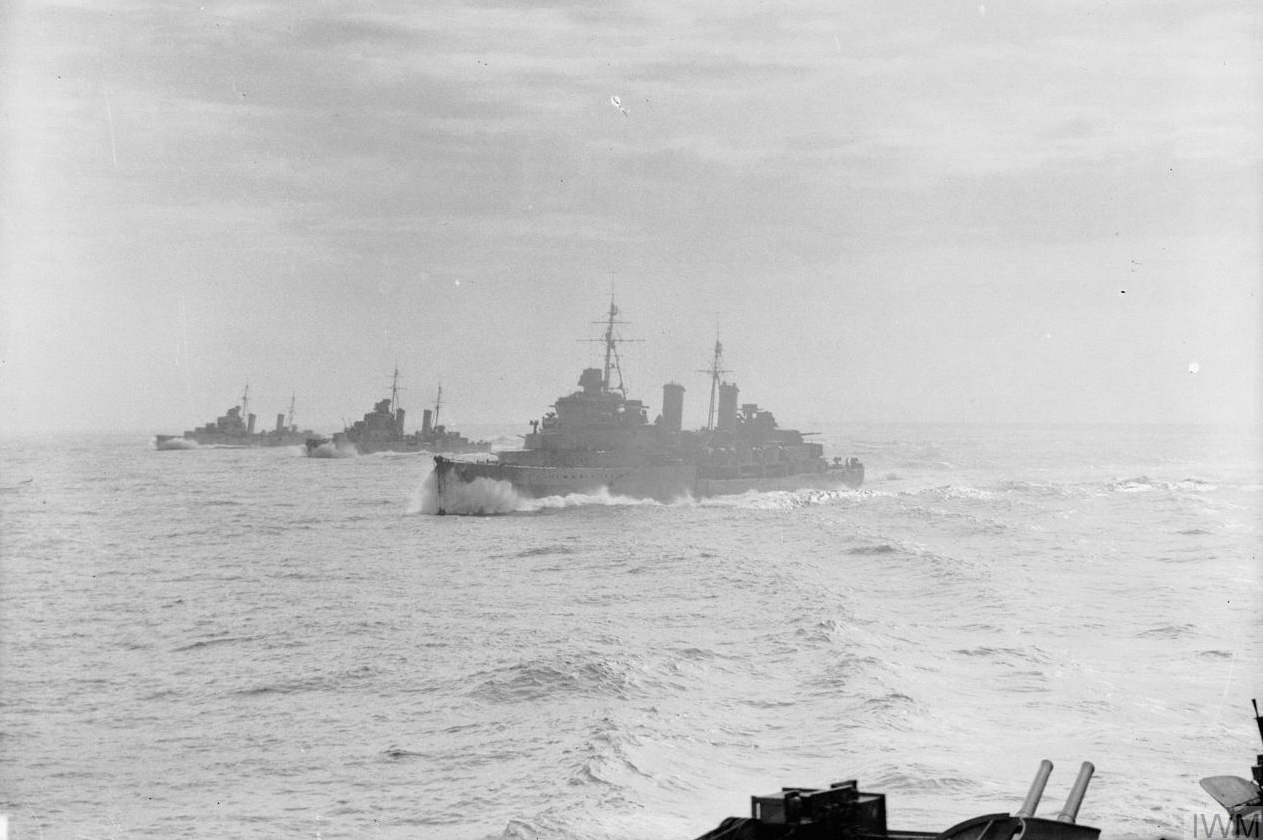
Gli incrociatori Edinburgh, Hermione ed Euryalus durante la scorta del convoglio Halberd

Le unità britanniche che si ricongiunsero ai mercantili al largo di Gibilterra comprendevano le navi da battaglia HMS Nelson, HMS Rodney e HMS Prince of Wales, la portaerei HMS Ark Royal (con a bordo 12 aerosiluranti Fairey Swordfish e 27 caccia Fairey Fulmar degli 807 e 808 Naval Air Squadron), gli incrociatori leggeri HMS Kenya, HMS Edinburgh, HMS Sheffield, HMS Euryalus e HMS Hermione e 18 cacciatorpediniere (l'olandese Hr. Ms. Isaac Sweers, i polacchi ORP Garland e ORP Piorun, i britannici HMS Duncan, Farndale, Foresight, Forester, Fury, Heythrop, Laforey, Lance, Legion, Lightning, Lively, Oribi, Cossack, Gurkha e Zulu). Quattro sommergibili (HMS Ursula, Unbeaten, Upright e Utmost) pattugliavano l'area dello Stretto di Messina, il battello polacco ORP Sokół e il britannico HMS Urge sorvegliavano le acque a nord della Sicilia e il sommergibile olandese Hr. Ms. O 21 e il britannico HMS Upholder quelle a sud della Sardegna, per rilevare ed eventualmente impegnare unità navali italiane uscite per contrastare il convoglio.
Un primo avvistamento delle navi britanniche fu effettuato da un ricognitore italiano nel pomeriggio del 25 settembre; la mattina successiva un idrovolante CANT Z.506 in ricognizione a sud delle Baleari individuò le navi della Force H che navigavano un poco più discoste dal convoglio dei mercantili, che fu invece avvistato da un aereo francese diretto in Algeria. Il comando della Marina italiana (Supermarina) ritenne che le unità britanniche fossero dirette a bombardare le coste della penisola o a lanciare aerei in direzione di Malta e, visto che l'idrovolante aveva segnalato la presenza di un'unica nave da battaglia (identificata come la Nelson) e di una portaerei (indicata come la Ark Royal o la Furious), fu presa la decisione di far uscire in mare la squadra da battaglia: agli ordini dell'ammiraglio Angelo Iachino salparono da Napoli le navi da battaglia Littorio e Vittorio Veneto scortate da sette cacciatorpediniere (Granatiere, Fuciliere, Bersagliere, Vincenzo Gioberti della 13ª Divisione e Nicoloso da Recco, Emanuele Pessagno e Folgore della 16ª Divisione), mentre da Messina prendevano il mare gli incrociatori pesanti Trento, Trieste e Gorizia scortati dalla 12ª Divisione cacciatorpediniere (Corazziere, Carabiniere, Ascari e Lanciere) cui poi si aggiunsero gli incrociatori leggeri Luigi di Savoia Duca degli Abruzzi e Muzio Attendolo con i cacciatorpediniere della 10ª Divisione (Maestrale, Grecale e Scirocco) partiti da Palermo. In aggiunta, da alcuni giorni, operavano nella zona a est di Gibilterra tre sommergibili italiani (Enrico Dandolo, Adua e Turchese), con altre quattro unità (Axum, Serpente, Aradam e Diaspro) dislocate più a est tra la Sardegna e Minorca.
Benché la Regia Marina disponesse in quel momento di cinque navi da battaglia operative, Supermarina decise di impiegare solo le due più moderne visto che i mancati arrivi di nafta dalla Germania avevano provocato una grave carenza di carburante che comprometteva i movimenti delle navi italiane; Iachino ricevette ordine di raggiungere la zona di mare a sud-ovest della Sardegna e di prepararsi a uno scontro per il pomeriggio del 27 settembre, in attesa che attacchi della Regia Aeronautica attesi per quella mattina menomassero la formazione britannica.

### I primi attacchi

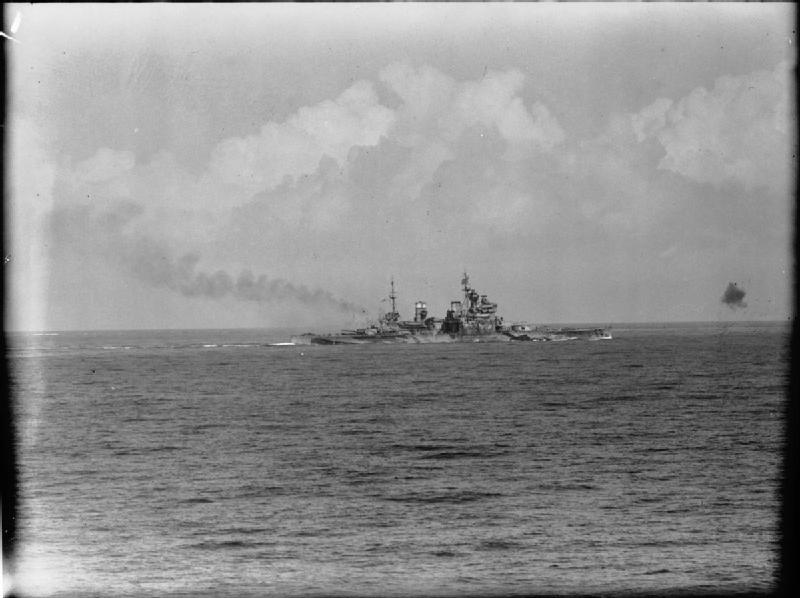
La Prince of Wales apre il fuoco con i suoi pezzi antiaerei nelle fasi iniziali dell'attacco del 27 settembre

Alle 11:50 del 27 settembre decollarono dalla base di Elmas in Sardegna 11 aerosiluranti S.M.79 italiani: cinque della 283ª Squadriglia al comando del capitano Giorgio Grossi, quattro della 280ª Squadriglia al comando del capitano Franco Melley e due della 278ª Squadriglia; si aggiunsero anche tre Savoia-Marchetti S.M.84 della 282ª Squadriglia del capitano Marino Marini, che come i due velivoli della 278ª erano stati da poco distaccati in Sardegna dalle loro basi in Sicilia. Alle 12:15 partirono invece dalla base di Decimomannu undici aerosiluranti S.M.84: cinque nel 108º Gruppo al comando del maggiore Arduino Buri e sei del 109º Gruppo del colonnello Riccardo Helmut Seidl comandante del 36º Stormo; la scorta per gli apparecchi italiani fu affidata a venti caccia Fiat C.R.42 del 24º Gruppo: dodici apparecchi, guidati dal comandante del gruppo tenente colonnello Vincenzo Dequal, avrebbero accompagnato gli S.M.79 e i restanti otto caccia, comandati dal capitano Corrado Santoro, furono assegnati alla difesa dei più veloci S.M.84.
Alle 12:55, con il convoglio britannico arrivato a nord dell'arcipelago di La Galite, i primi apparecchi italiani furono localizzati dai radar delle unità di Somerville. I primi ad attaccare furono gli otto S.M.84 delle formazioni di Buri e Marini e uno distaccatosi dalla formazione del 109º di Seidl, scortati dai caccia di Santoro; mentre gli aerosiluranti procedevano a pelo dell'acqua i C.R.42 li coprivano da 2 500 metri di quota e impegnarono battaglia con otto caccia Fulmar del 808 Squadron, decollati dalla Ark Royal e avventatisi sugli aerei italiani a 10 miglia dal convoglio: un S.M.84, lasciato indietro dal resto della formazione, fu abbattuto e un Fulmar, danneggiato dai C.R.42, fu poi abbattuto per errore dalle batterie contraeree della Prince of Wales mentre cercava di rientrare sulla portaerei, con la morte dei due membri di equipaggio. Gli otto S.M.84 superstiti attaccarono da sinistra le navi britanniche tra le 13:00 e le 13:04, andando incontro a un pesante fuoco antiaereo: due furono abbattuti prima ancora di poter lanciare, gli altri sganciarono i loro siluri contro la nave da battaglia Rodney e i cacciatorpediniere Lance e Sweers, che tuttavia li evitarono con brusche manovre. Nell'allontanarsi i velivoli superstiti furono ancora mitragliati dai Fulmar britannici, che causarono ulteriori danni oltre a un morto tra gli equipaggi.

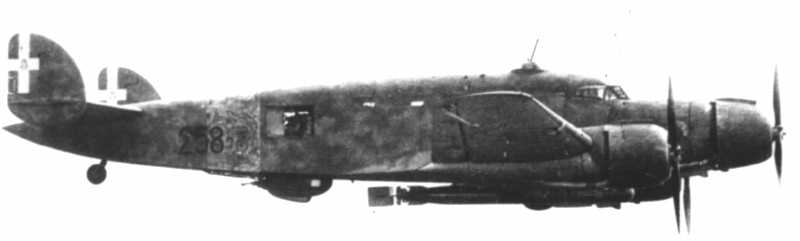
Un Savoia-Marchetti S.M.84 armato di siluro

Nel frattempo i cinque S.M.84 del gruppo di Seidl si erano portati sulla destra del convoglio britannico e, sbucando da un piovasco, si lanciarono sulle navi britanniche intorno alle 13:30 cogliendole di sorpresa: l'apparecchio di testa della formazione, presumibilmente quello dello stesso Seidl, riuscì a portarsi a 400 metri dalla nave da battaglia Nelson, ammiraglia di Somerville, centrandola in pieno con il suo siluro ma venendo subito dopo abbattuto dal tiro contraereo della Prince of Wales e dell'incrociatore Sheffield. Quasi contemporaneamente un altro S.M.84 attaccò la Nelson mancandola di poco e venendo a sua volta abbattuto dal fuoco britannico, mentre dei tre che attaccarono subito dopo uno fu abbattuto da un Fulmar prima di lanciare e gli altri due sganciano i loro siluri ai danni dell'incrociatore Euryalus che nella formazione precedeva la Ark Royal, il quale riuscì a schivarli. Nella confusione dello scontro un Fulmar britannico si portò sopra la Rodney e fu subito abbattuto dal fuoco amico della corazzata, anche se i due membri dell'equipaggio furono poi tratti in salvo dal cacciatorpediniere Duncan. Il siluro incassato dalla Nelson aprì una vasta falla nello scafo a prua facendo imbarcare molta acqua alla nave, la quale tuttavia riuscì a proseguire pur con la velocità ridotta a 18 nodi; i rapporti resi dagli equipaggi al rientro attribuirono inizialmente il siluramento dell'ammiraglia britannica all'apparecchio del maggiore Buri, oltre a rivendicare centri ai danni di tre incrociatori nemici in realtà mai ottenuti.
Intorno alle 13:20 giunsero in vista del convoglio anche gli S.M.79 dei capitani Grossi e Melley scortati dai C.R.42 del colonnello Dequal; accolti da un pesante fuoco antiaereo mentre cercavano di avvicinarsi da sud-est, gli apparecchi italiani si ritirarono per tentare un nuovo attacco da sud alle 13:45, ma il forte tiro nemico convinse infine i cinque apparecchi della 283ª Squadriglia a rinunciare all'attacco e a rientrare alla base. Gli altri sei velivoli del reparto continuarono invece l'azione e tre S.M.79 lanciarono i loro ordigni all'indirizzo dei cacciatorpediniere di schermo al convoglio mancando di poco il britannico Lightning; un quarto apparecchio fu abbattuto dal tiro concentrato delle artiglierie della Ark Royal e della Nelson, mentre i restanti due presero di mira la portaerei e il cacciatorpediniere Cossack, che tuttavia non furono colpiti; i velivoli italiani furono poi mitragliati dai Fulmar (saliti intanto a quattordici apparecchi in volo) durante la fase di disimpegno, riportando altri danni e feriti a bordo. Alcuni dei C.R.42 avevano accompagnato da vicino gli aerosiluranti durante la loro corsa d'attacco e uno dei caccia italiani, pilotato dal sergente Luigi Valotti, si era esibito per alcuni minuti in acrobazie sopra le navi britanniche per distogliere il fuoco contraereo dagli S.M.79: colpito dal tiro nemico o impossibilitato a risalire dopo una picchiata, il velivolo di Valotti si schiantò in mare con la morte del pilota. I caccia italiani attaccarono anche uno Swordfish britannico decollato in ricognizione, poi precipitato in mare prima di poter raggiungere la Ark Royal. Degli equipaggi dei sette aerosiluranti abbattuti (sei S.M.84 e un S.M.79) si salvò solo l'aviere marconista Guerrino Soravia, recuperato dal cacciatorpediniere Forester: i caduti tra gli equipaggi ammontarono quindi a 37 uomini.

### Azioni successive

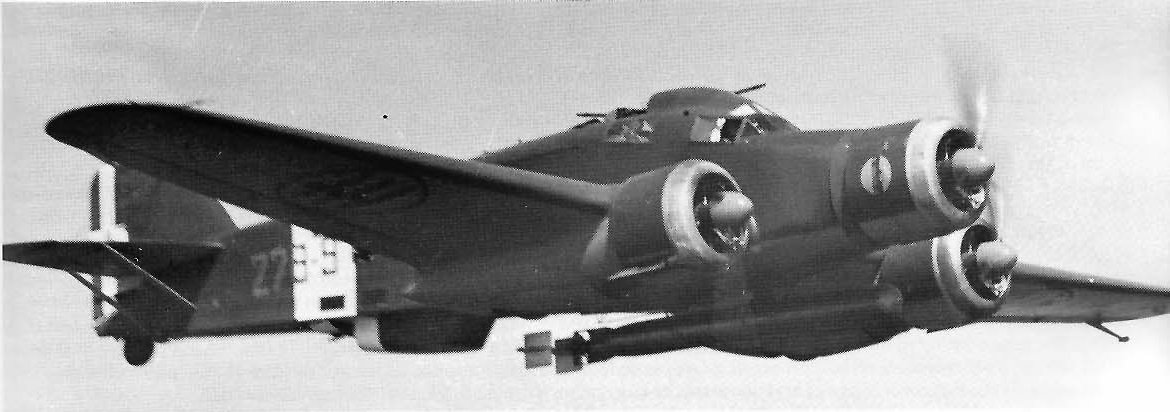
Un Savoia-Marchetti S.M.79 in versione aerosilurante

Mentre erano in corso gli attacchi degli aerosiluranti, l'ammiraglio Iachino era rimasto a incrociare nelle acque della Sardegna in attesa di informazioni più precise sulla rotta e sulla composizione della forza britannica; dopo che anche il lancio di alcuni idrovolanti da ricognizione IMAM Ro.43 dalle navi non aveva portato ad alcun risultato, verso le 13:00 egli diresse le sue unità verso sud alla ricerca delle forze nemiche nonostante la mancata copertura aerea da parte della Regia Aeronautica, pure promessa (alcuni caccia italiani comparvero infine alle 17:00 ma scortarono le navi appena per mezz'ora). Dopo due ore di marcia alla cieca, Iachino invertì la rotta e rientrò verso la Sardegna, ma fu poi raggiunto dal rapporto degli attacchi degli aerosiluranti il quale affermava che una nave da battaglia britannica era stata danneggiata unitamente a un incrociatore affondato e altri due danneggiati: sperando di ottenere un buon successo, la flotta italiana invertì nuovamente la rotta e si diresse verso sud. Somerville era stato informato fin dalle 13:00 dai ricognitori decollati da Malta della presenza in mare delle navi italiane e, alle 14:46, aveva distaccato dalle sue forze una formazione con la Prince of Wales, la Rodney, gli incrociatori Edinburgh e Sheffield e sei cacciatorpediniere per affrontare le unità di Iachino. La densa foschia e il tramonto imminente limitarono l'attività dei ricognitori e le opposte flotte si ritrovarono per alcune ore a navigare parallelamente a una ventina di miglia di distanza all'insaputa l'una dell'altra; alle 17:00 Somerville richiamò il gruppo distaccato perché si ricongiungessero al convoglio e un'ora più tardi Iachino rinunciò a spingersi ulteriormente verso sud, rientrando in direzione della Sardegna in attesa di ulteriori sviluppi.
Giunto ormai all'imboccatura del Canale di Sicilia, Somerville ritirò la Ark Royal e le corazzate dalla protezione del convoglio rimandandole a Gibilterra con una scorta di cacciatorpediniere. Alle 18:10 i cinque S.M.79 della 283ª Squadriglia di Grossi, che avevano precedentemente rinunciato ad attaccare, partirono dagli aeroporti sardi per una nuova ricerca delle navi britanniche; nonostante la pessima visibilità, gli aerei individuarono il convoglio intorno alle 20:00 e si lanciarono all'attacco: solo tre apparecchi riuscirono a sganciare i loro ordigni, i quali tuttavia non causarono alcun danno. Poco dopo, verso le 20:30, due S.M.79 della 278ª Squadriglia decollati un'ora prima da Pantelleria, ai comandi del capitano pilota Dante Magagnoli e del tenente Lelio Silva, lanciarono un nuovo attacco; i due siluri furono sganciati ai danni dell'incrociatore Sheffield e del cacciatorpediniere Oribi i quali li evitarono con brusche manovre, ma uno degli ordigni, quello del tenente Silva, proseguì la corsa e andò a colpire il grosso piroscafo Imperial Star da 12 427 tonnellate di stazza, impiegato come trasporto truppe: non si registrarono vittime a bordo, ma la nave fu immobilizzata e dovette essere presa a rimorchio dall'Oribi. Qualche ora dopo, non riuscendo a mantenere la velocità del resto del convoglio, l'Imperial Star fu quindi evacuato dagli occupanti e colato a picco dallo stesso Oribi.
Nella notte tra il 27 e il 28 settembre, per prevenire ulteriori attacchi, l'incrociatore Hermione fu distaccato dal convoglio e bombardò per cinque minuti l'aeroporto di Pantelleria; i mercantili arrivarono poi a Malta nelle prime ore del 28 settembre senza ulteriori problemi: il mare agitato impedì l'intervento di alcune squadriglie di MAS italiani partiti dalla Sicilia. Il rientro della Force H a Gibilterra si svolse senza altre perdite, salvo un nuovo incidente di fuoco amico che portò all'abbattimento di un Fulmar della Ark Royal da parte dell'artiglieria contraerea della Prince of Wales: entrambi i membri dell'equipaggio rimasero uccisi. I sommergibili italiani si erano ritrovati troppo a nord per intercettare la formazione britannica durante il viaggio di andata, ma diversi battelli stabilirono dei contatti durante il rientro di Somerville alla base e tre di essi riuscirono a portarsi in posizione di attacco: la mattina del 29 settembre il Diaspro lanciò due siluri ai danni del cacciatorpediniere Gurkha a nord-ovest di Philippeville, ma mancò il bersaglio e fu oggetto di un prolungato lancio di cariche di profondità effettuato dallo stesso Gurkha, riportando alcuni danni; quello stesso 29 il Serpente lanciò senza esito due siluri contro un cacciatorpediniere britannico, sfuggendo poi al contrattacco portato dai cacciatorpediniere Legion e Lively. Nelle prime ore del 30 settembre il sommergibile Adua lanciò una salva di siluri contro una formazione di cacciatorpediniere britannici, ma ancora una volta gli ordigni mancarono i bersagli; inseguito dai cacciatorpediniere Gurkha e Legion, fu sottoposto a ripetuti attacchi con bombe di profondità prima di affondare a est di Cartagena con la morte di tutto l'equipaggio. Le unità britanniche rientrarono quindi a Gibilterra nel pomeriggio del 30 settembre, ponendo fine all'operazione.